# Remich
Pour le canton, voir canton de Remich.
Remich (en luxembourgeois : Réimech ), est une ville luxembourgeoise et le chef-lieu de son canton. Appelée « Perle de la Moselle », Au 1er janvier 2024, elle compte 4101 habitants.

## Géographie

### Situation
Remich se situe au carrefour de trois pays : le Luxembourg, la France et l’Allemagne. Dans un rayon de moins de 40 kilomètres à la ronde se trouvent des sites touristiques d’importance, dont Luxembourg, Trèves, Sarrebourg, Sierck-les-Bains, Mondorf-les-Bains et Metz. Remich est située sur la route européenne Sarrebruck - Luxembourg. Centre commercial et administratif, Remich est nichée sur les collines de la Moselle, comptant plusieurs vignobles et forêts touffues.
La ville est située à environ 140 ‑ 220 mètres au-dessus du niveau de la mer. Les précipitations moyennes annuelles sont de l’ordre de 700 à 800 mm d’eau. Au printemps de chaque année, la ville est aux prises avec des inondations dues aux crues de la Moselle.
Remich est la plus petite des communes luxembourgeoises en superficie.

### Communes limitrophes
|                   | Stadtbredimus | Moselle, Palzem (D) |
| Bous-Waldbredimus | Remich        | Moselle, Nennig (D) |
|                   | Schengen      | Moselle, Nennig (D) |

### Voies de communication et transports
La commune est traversée par les routes nationales N2, N10 et N16.
Elle ne possède plus de gare sur son territoire depuis la fermeture de la ligne de Luxembourg à Remich en 1955 mais, côté allemand, il existe la gare de Nennig, officieusement dénommée Nennig - Remich, à Nennig située sur la ligne 3010 (DB Netz).
La commune est desservie par le Régime général des transports routiers (RGTR). En outre, elle opère un service « City-Bus » régulier, la « Navette de Remich ».

## Toponymie
768 Remacum (Wampach UQB no. 028)
893 Remeghe (MRhUB 135, no. 033)

## Histoire
Remich, l’antique Remacum des Romains, fut dans le passé une petite bourgade de pêcheurs et bateliers. Elle fut au cours des siècles à maintes reprises mise en cendres par les conquérants de la région mosellane, ce qui entraîna la construction de remparts, dont on peut encore voir les vestiges à l’heure actuelle.
La localité fut le théâtre le 11 avril 882 de la bataille de Remich.

### Doyenné de Remich
Ancien siège d'un doyenné de l'archidiaconé de Tholey, dont dépendaient les paroisses de Beyren, Ganderen, Mondorff, Puttelange-lez-Rodemack et Simming.

## Politique et administration
Remich est le chef-lieu du canton éponyme. Le canton de Remich est un canton luxembourgeois situé dans le Sud-Est du Luxembourg à la frontière avec l'Allemagne et la France.

### Administration communale
Le collège des bourgmestre et échevins constitue l’organe d’exécution et d’administration journalière de la commune. Ses membres sont choisis parmi les conseillers communaux. Les séances du collège échevinal sont présidées par le bourgmestre, elles ne sont pas publiques.
Le conseil communal constitue l’organe politique d’une commune et règle tout ce qui est d’intérêt communal. Le conseil communal est constitué d’un bourgmestre, d’un premier et deuxième échevins et de huit conseillers.
Des commissions consultatives ont été formées dans les domaines suivants : Intégration, mobilité réduite et égalité des chances, Enseignement, Troisième âge, Jeunes, Évènements, sport, culture et tourisme, Environnement et Bâtiments. Le rôle des commissions consultatives consiste à conseiller de façon objective et efficace les élus locaux. À cet effet elles examinent dans les plus brefs délais les affaires qui leur sont déférées, compte tenu de leurs compétences respectives, par le conseil communal, par le collège des bourgmestre et échevins ou par le bourgmestre. Sous réserve d’autorisation préalable de la part du collège des bourgmestre et échevins, les commissions sont habilitées à organiser des manifestations de tout genre.

### Jumelages
Remich est jumelée avec :
- Bessan (France) depuis 2003, commune de l’Hérault (Occitanie)[4].

## Population et société

### Démographie
L'évolution du nombre d'habitants est connue à travers les recensements de la population effectués dans le pays depuis 1821. Les recensements décennaux de la population permettent de caler les chiffres sur la composition de la population par sexe, âge, nationalité et commune de résidence. Entre deux recensements, la population au 1er janvier de l’année {\displaystyle x} est évaluée en ajoutant à la population au 1er janvier de l’année {\displaystyle x-1} les soldes naturel (naissances {\displaystyle -} décès) et migratoire (arrivées {\displaystyle -} départs) de l'année. La même méthode est appliquée pour la répartition par âge au 1er janvier et les effectifs totaux par nationalité. Depuis le 1er septembre 2023, le Luxembourg dénombre 100 communes.
Au 1er janvier 2024, la commune comptait 4 101 habitants.
| 1821  | 1851  | 1871  | 1880  | 1890  | 1900  | 1910  | 1922  | 1930  |
| ----- | ----- | ----- | ----- | ----- | ----- | ----- | ----- | ----- |
| 1 742 | 2 437 | 2 251 | 2 208 | 1 940 | 1 974 | 1 858 | 1 747 | 1 783 |

| 1935  | 1947  | 1960  | 1970  | 1978  | 1979  | 1981  | 1983  | 1984  |
| ----- | ----- | ----- | ----- | ----- | ----- | ----- | ----- | ----- |
| 1 770 | 1 716 | 1 801 | 2 138 | 2 346 | 2 345 | 2 376 | 2 350 | 2 370 |

| 1985  | 1986  | 1987  | 1988  | 1989  | 1990  | 1991  | 1992  | 1993  |
| ----- | ----- | ----- | ----- | ----- | ----- | ----- | ----- | ----- |
| 2 420 | 2 380 | 2 400 | 2 445 | 2 440 | 2 496 | 2 536 | 2 630 | 2 670 |

| 1994  | 1995  | 1996  | 1997  | 1998  | 1999  | 2000  | 2001  | 2002  |
| ----- | ----- | ----- | ----- | ----- | ----- | ----- | ----- | ----- |
| 2 716 | 2 694 | 2 714 | 2 736 | 2 747 | 2 782 | 2 917 | 2 883 | 2 885 |

| 2003  | 2004  | 2005  | 2006  | 2007  | 2008  | 2009  | 2010  | 2011  |
| ----- | ----- | ----- | ----- | ----- | ----- | ----- | ----- | ----- |
| 2 909 | 2 950 | 2 978 | 3 095 | 3 183 | 3 173 | 3 166 | 3 217 | 3 332 |

| 2012  | 2013  | 2014  | 2015  | 2016  | 2017  | 2018  | 2019  | 2020  |
| ----- | ----- | ----- | ----- | ----- | ----- | ----- | ----- | ----- |
| 3 421 | 3 442 | 3 443 | 3 476 | 3 482 | 3 632 | 3 645 | 3 707 | 3 732 |

| 2021  | 2022  | 2023  | 2024  | - | - | - | - | - |
| ----- | ----- | ----- | ----- | - | - | - | - | - |
| 3 787 | 3 825 | 4 015 | 4 101 | - | - | - | - | - |

Pour des raisons techniques, il est temporairement impossible d'afficher le graphique qui aurait dû être présenté ici.

## Économie
La commune fait partie de la zone d'appellation du crémant de Luxembourg.

### Activités de service
La navigation touristique et de plaisance, avec les bateaux de croisière de tous les pays, est importante.
Une place de jeux extérieure, un minigolf ainsi qu’un train miniature pour enfants se trouvent à côté de la Moselle, au bord du terminus d’autobus.
Dans un rayon de 20 kilomètres, il y a en outre le réputé centre thermal de Mondorf-les-Bains.
La pratique du ski nautique et de la pêche est possible, ainsi que des longues promenades sur des sentiers balisés menant à des points de vue sur toute la vallée de la Moselle.
Une piste cyclable est aménagée tout le long de la Moselle luxembourgeoise et allemande.
Un parcours de fitness est aménagé dans la forêt communale.

### Tourisme

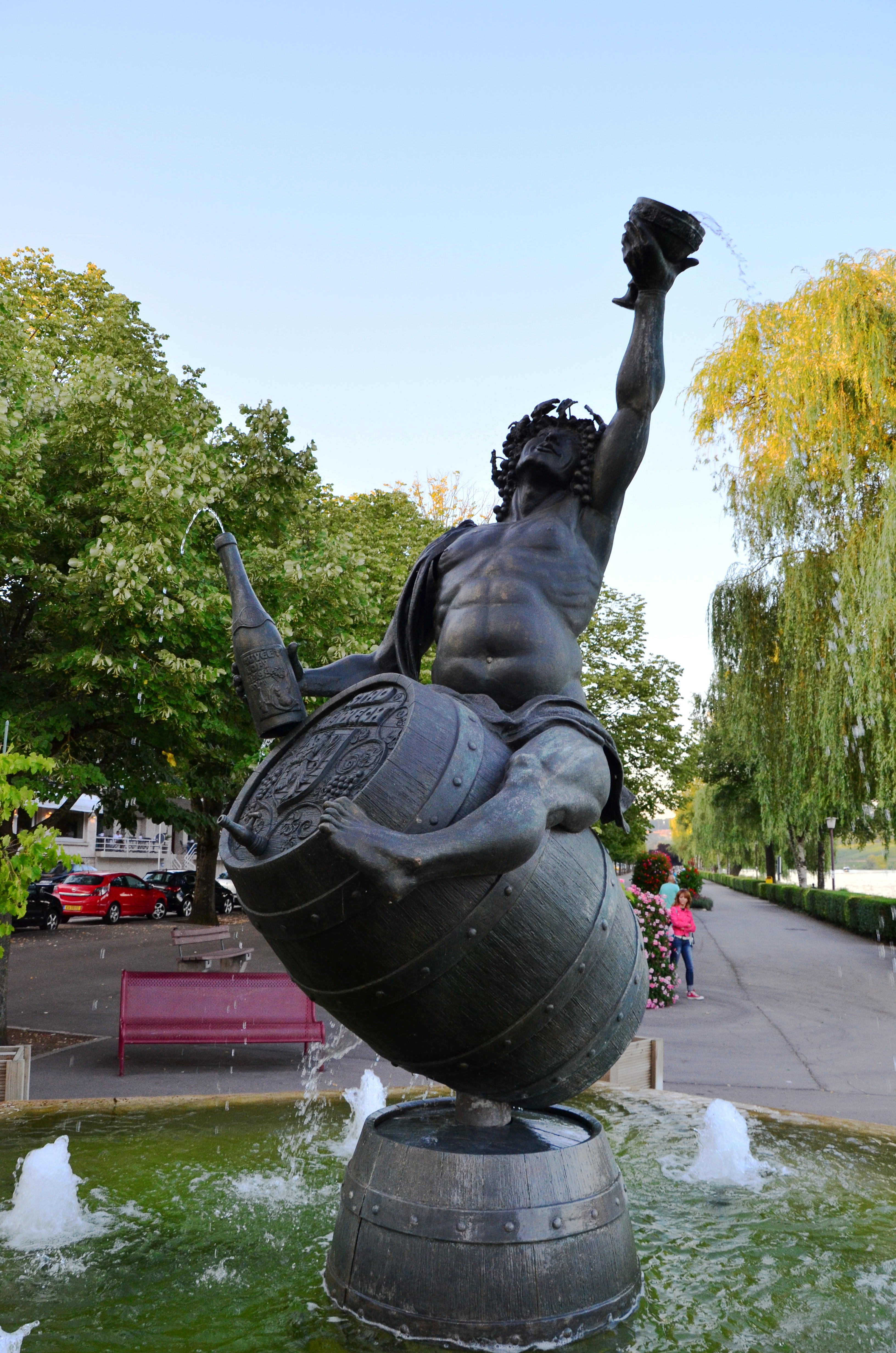
Statue de Dionysos à Remich.

Remich dispose d’une infrastructure hôtelière de 150 chambres et est le centre névralgique de la viticulture luxembourgeoise avec le siège de l’Institut Viti-Vinicole et de la Marque nationale des Vins. De nombreuses caves à vin à Remich (dont une souterraine) et dans les villages voisins invitent à une visite guidée et à une dégustation des meilleurs crus du terroir.
Il existe deux casinos dans un rayon de dix kilomètres (le Casino 2000 à Mondorf-les-Bains et le Casino Schloss Berg à Nennig, en Allemagne).

## Culture locale et patrimoine

### Patrimoine architectural
Le centre-ville est composé d'un bourg médiéval aux ruelles étroites et tortueuses et de vestiges des fortifications qui reflètent le passé de la ville. On y trouve la fontaine Bacchus, de l'artiste luxembourgeois Will Lofy.
La Porte Saint-Nicolas est l'une des trois entrées du Remacum médiéval fortifié, et érigée en l’honneur du saint patron des pêcheurs et des bateliers, dans la rue Saint-Nicolas avec sa vieille tour, on peut accéder à la rue Saint-Cunibert, où se trouve sa maison natale, qui fut au VIIe siècle archevêque de Cologne et conseiller royal.
Le beffroi de l’église décanale, datant de l'époque des Normands, classé monument national, domine la ville. Le parc Brill et son étang, son plateau culturel et ses courts de tennis se situe au bas de la ville, près de la patinoire.

### Héraldique, logotype et devise
| Blason de Remich | Blason  | ...                                                |
| Blason de Remich | Détails | Armoiries de la commune luxembourgeoise de Remich. |

## Hommages
En dehors des rues qui y mènent depuis les communes voisines, ou de communes proches, une rue de Vandoeuvre-les-Nancy a été nommée rue de Remich.